# لي هيل
لي هيل (بالإنجليزية: Lee Hill)‏ هو ممثل أمريكي، ولد في 8 يوليو 1894 في الولايات المتحدة، وتوفي في 15 سبتمبر 1957 بلوس أنجلوس في الولايات المتحدة.

## وصلات خارجية
- لي هيل على موقع IMDb (الإنجليزية)
- لي هيل على موقع قاعدة بيانات الفيلم (الإنجليزية)